# Oliver Posniak
Oliver Posniak (* 12. Juli 1957 in Frankfurt am Main) ist ein ehemaliger deutscher Fußballspieler.

## Karriere
Posniak begann seine Profikarriere beim FSV Frankfurt in der 2. Bundesliga, nachdem er zuvor für den SV 07 Raunheim und Germania Niederrodenbach aktiv war. Er gab sein Zweitligadebüt für den FSV als 20-Jähriger am 6. August 1977 gegen den KSV Baunatal. Gleich in seinem ersten Spiel gelang ihm auch sein erstes Profitor in der 18. Minute zum zwischenzeitlichen 1:1 (Endstand 4:2 für Baunatal). Posniak wurde auf Anhieb Stammspieler bei den Hessen. Im Jahr 1980 wäre der FSV fast abgestiegen und Posniak wechselte zum sportlich erfolgreicheren Ligakonkurrenten SV Darmstadt 98.
Auch bei den „Lilien“ gehörte er sofort zum Stammpersonal und stieg prompt mit Darmstadt als Zweitligameister unter der Ägide von Trainer Werner Olk in die Bundesliga auf. Dort bekam man allerdings die Grenzen aufgezeigt und es folgte der direkte Wiederabstieg. Oliver Posniak bestritt in jener Saison 33 von 34 Spielen (ein Torerfolg), die seine einzigen in der höchsten deutschen Spielklasse bleiben sollten.
In den Folgejahren fand sich der SV Darmstadt oft im Niemandsland der Tabelle wieder. 1986/87 erreichte man mit einem 4. Platz erstmals wieder seit 1983 einen einstelligen Tabellenplatz in der Endtabelle. Oliver Posniak gehörte über all die Jahre zum Stammpersonal bei den „Lilien“ und bestritt in seiner gesamten Zeit in Darmstadt nie weniger als 33 Spiele in einer Saison. Er war auch Mannschaftskapitän der Blau-Weißen.
1987/88 war Darmstadt unter Trainer Klaus Schlappner ein dritter Platz gelungen, wodurch man sich in der Relegation mit Bundesligist Waldhof Mannheim messen musste. Nach einem 3:2-Heimsieg im Hinspiel (ein Tor und eine Vorarbeit durch Posniak) und einer 1:2-Niederlage im Südweststadion, damalige Spielstätte von Waldhof, kam es zum Entscheidungsspiel auf neutralem Platz (Ludwigsparkstadion, Saarbrücken). Nachdem es nach der Verlängerung noch 0:0 stand, kam es zum Elfmeterschießen, in dem Oliver Posniak gleich den ersten Elfer vergab. Neben ihm verschossen auch noch Karl-Heinz Emig und Willi Bernecker, sodass Darmstadt ausschied.
Nach dieser Saison verlor der SV Darmstadt den Kontakt zur Tabellenspitze und steckte in der Folgesaison mit den drei Trainern in jener Saison, Werner Olk, Rainer Scholz und Eckhard Krautzun, zeitweise sogar im Abstiegskampf. 1989 lief auch Posniaks Vertrag aus und er hatte schon frühzeitig bei Viktoria Aschaffenburg, Ligakonkurrent Darmstadts, einen Vertrag unterschrieben. Am Ende stieg Aschaffenburg allerdings ab und der Vertrag wurde ungültig, da er nur für die 2. Liga galt. Darmstadt 98 bot ihm eine Vertragsverlängerung an, allerdings zu deutlich gekürzten Bezügen, sodass Posniak doch zu Viktoria Aschaffenburg wechselte und einen Amateurvertrag unterschrieb. Nach insgesamt 403 Einsätzen in der 2. Bundesliga, die ihn auf Platz 9 der am häufigsten eingesetzten Spieler in dieser Spielklasse bringen, war er nicht mehr als Lizenzspieler unter Vertrag. Denn in seinen drei Jahren bei Viktoria Aschaffenburg gelang der Wiederaufstieg in die Zweitklassigkeit nicht. In seiner letzten Saison, 1991/92, wurde das Team Hessenmeister, aber vermochte den Sprung in Liga 2 nicht zu schaffen.
1992/93 beim FC Italia Frankfurt und in den Jahren 1992 bis 1997 beim VfR 19 Limburg ließ er seine Karriere ausklingen. Bei Limburg löste er während der Saison 1996/97 Michael Blättel als Trainer ab und war damit für kurze Zeit Spielertrainer.
Im Jahr 1998 trainierte er die A-Jugend des SV Darmstadt 98, seines langjährigen Vereins als Spieler. Er wurde allerdings nach Differenzen mit dem Leiter der Jugendabteilung entlassen.

## Privates
Seit dem Ende dieses Trainerengagements widmet sich Posniak dem Schach- und Tennissport, beides im Verein, und spielt noch in einer Freizeitmannschaft Fußball. Er steht auch im Kader der Traditionsmannschaft des SV Darmstadt.
Oliver Posniak ist verheiratet und hat zwei Töchter. Zurzeit ist er Lehrer an einer beruflichen Schule.

## Statistik
| Liga          | Spiele (Tore) |
| ------------- | ------------- |
| Bundesliga    | 033 0(1)      |
| 2. Bundesliga | 403 (32)      |
| Wettbewerb    |               |
| DFB-Pokal     | 024 0(5)      |

- Mit 403 absolvierten Zweitligapartien ist er an neunter Stelle der Spieler mit den meisten Spielen in der 2. Bundesliga.
- In seinen insgesamt 436 Profispielen wurde Posniak nie des Feldes verwiesen.